# ترانه‌های خیام
ترانه‌های خیام  ۱۳۱۳ کتابی تحقیقی-ادبی از صادق هدایت است. مشتمل است بر یک مقدمه و دو مقاله به انضمام ۱۴۳ رباعی که از دیدگاه نویسنده در صحت انتساب آنها به خیام تردیدی نیست.